# Mesoscia aspersa
Mesoscia aspersa is een vlinder uit de familie van de Megalopygidae. De wetenschappelijke naam van de soort is voor het eerst geldig gepubliceerd in 1922 door Dognin.